# Hyposmocoma trossulella
Hyposmocoma trossulella là một loài bướm đêm thuộc họ Cosmopterigidae. Nó là loài đặc hữu của Oahu. Loài địa phương ở núi Waianae, ở đó nó was collected at an altitude of 2,000 feet.